# 李相冕
李 相冕（イ・サンミョン、朝鮮語: 이상면、1919年5月3日 - 2002年1月10日）は、大韓民国の政治家。第5代韓国国会議員。
号は松庵（ソンアム、송암）。

## 経歴
日本統治時代の慶尚北道迎日郡出身。立教大学文学部2年修了後に学徒兵として出陣した。1960年の第5代総選挙で国会議員に当選したが、大法院による選挙無効判決を受けて再選挙でまた当選したものの、5・16軍事クーデターにより辞退した。ほかには民主党浦項市党委員長・中央委員、国会商工委員を務めた。